# Премія Мекавіті
Премія Мекавіті (англ. Macavity Award) — літературна премія для письменників детективного жанру. Щорічно її номінації висувають та голосують учасники фанорганізації читачів «Міжнародна аудиторія таємниць» (Mystery Readers International). Премію названо на честь «таємничого кота» (Macavity the Mystery Cat) зі збірки віршів «Котознавство від Старого Опосума» Томаса Стернза Еліота. 
Премію учасники фанорганізації читачів «Міжнародна аудиторія таємниць» присуджують у п'яти категоріях (номінаціях): 
- найкращий кримінальний роман (з 1987 року);
- найкращий перший роман;
- найкраща публіцистика (за найкращий нехудожній / критичний твір);
- найкраще оповідання;
- меморіальна премія Сью Федер за найкращу історичну таємницю.

## Переможці

### Найкращий кримінальний роман
1980-і роки
- 1987 рік — A Taste for Death[en] (Смак смерті), Філліс Дороті Джеймс, (P. D. James)
- 1988 рік — Marriage is Murder (Шлюб — це вбивство), Ненсі Пікард (Nancy Pickard)
- 1989 рік — A Thief of Time[en] (Злодій часу), Тоні Гіллерман (Tony Hillerman)

1990-і роки
- 1990 рік — A Little Class on Murder (Маленький ранг вбивства), Каролін Гарт (Carolyn Hart)
- 1991 рік — If Ever I Return Pretty Peggy-O (Якщо я коли-небудь повернусь, гарнесенька Пеггі-О), Шерін Маккрамб (Sharyn McCrumb)
- 1992 рік — I.O.U (Я вам винен), Ненсі Пікард (Nancy Pickard)
- 1993 рік — Bootlegger's Daughter[en] (Дочка бутлегера), Маргарет Марон (Margaret Maron)
- 1994 рік — The Sculptress[en] (Скульпторша), Мінетт Волтерс (Minette Walters)
- 1995 рік — She Walks These Hills[en] (Вона гуляє цими пагорбами), Шерін Маккрамб (Sharyn McCrumb)
- 1996 рік — Under the Beetle's Cellar[en] (Під льохом жука), Мері Вілліс Волкер (Mary Willis Walker)
- 1997 рік —  Bloodhounds (Бладхаунди), Пітер Ловсі (Peter Lovesey)
- 1998 рік — Dreaming of the Bones (Мріючи про кістки), Дебора Кромбі (Deborah Crombie)
- 1999 рік — Blood Work[en] (Кривава робота), Майкл Коннеллі (Michael Connelly)

2000-і роки
- 2000 рік — The Flower Master (Флорист), Суджата Массі (Sujata Massey)
- 2001 рік — A Place of Execution[en] (Місце страти), Вел Макдермід (Val McDermid)
- 2002 рік — Folly (Безглуздя), Laurie R. King[en] (Лорі Кінг)
- 2003 рік — Winter and Night (Зима і ніч), Ш. Дж. Розен (S. J. Rozan)
- 2004 рік — The House Sitter (Домосідка), Пітер Ловсі (Peter Lovesey)
- 2005 рік — The Killing of the Tinkers (Вбивство лудильників), Ken Bruen[en] (Кен Бруен)
- 2006 рік — The Lincoln Lawyer[en] (Лінкольн для адвоката), Майкл Коннеллі (Michael Connelly)
- 2007 рік — The Virgin of Small Plains (Діва малих рівнин), Ненсі Пікард (Nancy Pickard)
- 2008 рік — What the Dead Know[en] (Що знають мертві), Лаура Ліппман (Laura Lippman)
- 2009 рік — Where Memories Lie (Де лежать спогади), Дебора Кромбі (Deborah Crombie)

2010-і роки
- 2010 рік — Tower (Башта), Ken Bruen[en] і Рід Фаррел Коулмен
- 2011 рік — Bury Your Dead (Поховай своїх мертвих), Луїза Пенні (Louise Penny)
- 2012 рік — Claire DeWitt and the City of the Dead (Клер Девітт і місто мертвих), Sara Gran[en] (Сара Грен)
- 2013 рік — The Beautiful Mystery (Прекрасна загадка), Луїза Пенні (Louise Penny)
- 2014 рік — Ordinary Grace[en] (Звичайна благодать), Вільям Кент Крюгер (William Kent Krueger)
- 2015 рік — The Killer Next Door (Вбивця по сусідству), Serena Mackesy aka Alex Marwood[en] (Серена Макезі під псевдонімом Алекс Марвуд)
- 2016 рік — The Long and Faraway Gone[en] (Давно і далеко пішли), Lou Berney (Лу Берні)
- 2017 рік — A Great Reckoning (Великий розрахунок), Луїза Пенні (Louise Penny)
- 2018 рік — Magpie Murders (Вбивства сороки), Anthony Horowitz[en] (Ентоні Горовіц)
- 2019 рік — November Road (Листопадова дорога), Lou Berney[en] (Лу Берні)

2020-і роки
- 2020 рік — The Chain (Ланцюг), Adrian McKinty[en] (Адріан Маккінті)
- 2021 рік — Blacktop Wasteland[en] (Пустошь Блектоп), S. A. Cosby[en] (Ш. Косбі)
- 2022 рік — Razorblade Tears[en] (Сльози бритви), S. A. Cosby[en] (Ш. Косбі)
- 2023 рік —  A World of Curiosities (Світ курйозів), Луїза Пенні (Louise Penny)

### Найкращий перший роман
1980-і роки
- 1987 рік — The Ritual Bath (Ритуальне омовіння), Faye Kellerman[en] (Фей Келлерман) і A Case of Loyalties (Випадок лояльності), Marilyn Wallace (Мерілін Воллес)
- 1988 рік — The Monkey's Raincoat[en] (Мавпячий дощовик / Плащ мавпи), Роберт Крейс (Robert Craise)
- 1989 рік — The Killings at Badger's Drift[en] (Вбивства в Баджерс-Дріфт), Керолайн Грем (Caroline Graham)

1990-і роки
- 1990 рік — Grime and Punishment (Бруд і кара), Jill Churchill[en] (Джілл Черчилль)
- 1991 рік — Postmortem[en] (Автопсія), Патрісія Корнвелл (Patricia Cornwell)
- 1992 рік — Murder on the Iditarod Trail[en] (Вбивство на стежці Ідітарод), Sue Henry[en] (Сью Генрі) та Zero at the Bone (Нуль на кістці), Мері Вілліс Волкер (Mary Willis Walker)
- 1993 рік — Blanche on the Lam[en] (Бланш на Лемі), Barbara Neely[en] (Барбара Нілі)
- 1994 рік — Death Comes as Epiphany (Смерть приходить як Богоявлення), Sharan Newman[en] (Шеран Ньюмен)
- 1995 рік — Do Unto Others (Зробіть іншим), Jeff Abbott[en] (Джефф Ебботт)
- 1996 рік — The Strange Files of Fremont Jones (Дивні файли Фремонт Джонса), Dianne Day (Дайян Дей)
- 1997 рік — Death in Little Tokyo[en] (Смерть у Маленькому Токіо), Dale Furutani[en] (Дейл Фурутані)
- 1998 рік — Dead Body Language (Мова тіла мертвих), Penny Warner[en] (Пенні Ворнер)
- 1999 рік — Sympathy for the Devil (Співчуття до диявола), Jerrilyn Farmer[en] (Джеррілін Фармер)

2000-і роки
- 2000 рік — Inner City Blues[en] (Блюз внутрішнього міста), Paula L. Woods[en] (Пола Л. Вудс)
- 2001 рік — A Conspiracy of Paper[en] (Змова паперів), Девід Лісс (David Liss)
- 2002 рік — Open Season (Відкриття сезону), C. J. Box[en] (С. Дж. Бокс)
- 2003 рік — In the Bleak Midwinter[en] (У похмурій середині зими), Julia Spencer-Fleming[en] (Джулія Спенсер-Флемінг)
- 2004 рік — Maisie Dobbs[en] (Мейзі Доббс), Жаклін Вінспір (Jacqueline Winspear)
- 2005 рік — Dating Dead Men[en] (Знайомство з мерцями), Гарлі Джейн Козак (Harley Jane Kozak)
- 2006 рік — Immoral (Аморальний), Brian Freeman[en] (Браян Фрімен)
- 2007 рік — Mr. Clarinet (М-р Кларнет), Nick Stone[en] (Нік Стоун)
- 2008 рік — In the Woods[en] (У лісах), Тана Френч (Tana French)
- 2009 рік — Чоловіки, що ненавидять жінок (The Girl with the Dragon Tattoo), Стіг Ларссон (Stieg Larsson)

2010-і роки
- 2010 рік — The Sweetness at the Bottom of the Pie[en] (Солодкість на донці пирога), Алан Бредлі (Alan Bradley)
- 2011 рік — Rogue Island (Острів ізгоїв), Bruce DeSilva[en] (Брюс ДеСілва)
- 2012 рік — All Cry Chaos (Увесь плач хаосу), Leonard Rosen (Леонард Розен)
- 2013 рік — Don't Ever Get Old (Ніколи не старійте), Daniel Friedman[en] (Данієль Фрідман)
- 2014 рік — A Killing at Cotton Hill (Вбивство у Коттон-Гілл), Terry Shames (Террі Шеймс)
- 2015 рік — Invisible City (Невидиме місто), Julia Dahl (Джулія Дал)
- 2016 рік — Past Crimes (Злочини минулого), Glen Erik Hamilton (Глен Ерік Гамільтон)
- 2017 рік — IQ (Коефіцієнт інтелекту), Joe Ide[en] (Джо Іде)
- 2018 рік — The Lost Ones (Загублені), Sheena Kamal[en] (Шіна Камал)
- 2019 рік — Dodging and Burning (Ухилення та горіння), John Copenhaver (Джон Копенгавер)

2020-і роки
- 2020 рік —  One Night Gone (Минула одна ніч), Tara Laskowski (Тара Ласковскі)
- 2021 рік — Winter Counts (Зимові рахунки), David Heska Wanbli Weiden (Девід Геска Ванблі Вейден)
- 2022 рік — Arsenic and Adobo (Арсен і Адобо), Mia P. Manansala (Міа П. Манансала)
- 2023 рік — Покоївка, Ніта Проуз (Nita Prose)

### Найкраще оповідання
1980-і роки
- 1987 рік — The Parker Shotgun (Рушниця Паркера), Сью Графтон (Sue Grafton)
- 1988 рік — The Woman in the Wardrobe (Жінка в шафі), Robert Barnard[en] (Роберт Барнард)
- 1989 рік — Deja Vu (Дежа вю), Doug Allyn (Дуг Оллін)

1990-і роки
- 1990 рік — Afraid All the Time (Завжди боїться), Ненсі Пікард (Nancy Pickard)
- 1991 рік — Too Much to Bare (Забагато, щоб оголити), Joan Hess[en] (Джоан Гесс)
- 1992 рік — Deborah's Judgement (Суд Дебори), Маргарет Марон (Margaret Maron)
- 1993 рік — Henrie O's Holiday (Свято Генрі О), Каролін Гарт (Carolyn Hart)
- 1994 рік — Checkout (Перевірка), Susan Dunlap[en] (Сюзан Данлеп)
- 1995 рік — Cast Your Fate to the Wind (Викинь свою долю на вітер), Deborah Adams[en] (Дебора Адамс) і Unharmed (Неушкоджений), Jan Burke[en] (Жан Барк)
- 1996 рік — Evans Tries an O-Level (Еванс на рівні О), Колін Декстер (Colin Dexter)
- 1997 рік — Cruel & Unusual (Жорстоке і незвичайне), Carolyn Wheat (Каролін Вет)
- 1998 рік — Two Ladies of Rose Cottage (Дві леді з Розового котеджу), Peter Robinson[en] (Пітер Робінсон)
- 1999 рік — Of Course You Know That Chocolate Is a Vegetable (Звичайно, ви знаєте, що шоколад — це овоч), Barbara D'Amato[en] (Барбара Д'Амато)

2000-і роки
- 2000 рік — Maubi and the Jumbies (Маубі та Джамбі), Kate Grilley (Кейт Гріллі)
- 2021 рік — Elysian Fields (Елізійські поля), Gabriel Valjan (Габріель Валян)
- 2022 рік — Sweeps Week (Тиждень зачисток), Richard Helms (Річард Гелмс)
- 2023 рік — Beauty and the Beyotch (Красотка та стерва), Barb Goffman (Барб Гоффман)

### Меморіальна премія Сью Федер
2000-і роки
- 2006 рік — Pardonable Lies (Пробачна брехня), Жаклін Вінспір, (Jacqueline Winspear)
- 2007 рік — Oh Danny Boy (О Данні Бой), Ріс Бовен (Rhys Bowen)
- 2008 рік — Mistress of the Art of Death (Володарка мистецтва смерті), Ariana Franklin[en] (Аріана Франклін)
- 2009 рік — A Royal Pain (Королівський біль), Ріс Бовен (Rhys Bowen)

2010-і роки
- 2010 рік — A Trace of Smoke (Слід диму), Rebecca Cantrell[en] (Ребекка Кантрелл)
- 2011 рік — City of Dragons (Місто драконів), Kelli Stanley[en] (Келлі Стенлі)
- 2012 рік — Dandy Gilver and the Proper Treatment of Bloodstains (Денді Глівер і правильне лікування плям крові), Catriona McPherson[en] (Катріона Макферсон)
- 2013 рік — An Unmarked Grave (Непозначена могила), Charles Todd[en] (Чарльз Тодд)
- 2014 рік — Murder as a Fine Art (Вбивство як мистецтво), Девід Моррелл (David Morrell)
- 2015 рік — A Deadly Measure of Brimstone (Смертельна міра сірки), Catriona McPherson[en] (Катріона Макферсон)
- 2016 рік — The Masque of a Murderer (Маска вбивці), Susanna Calkins[en] (Сюзанна Калкінс)
- 2017 рік — Heart of Stone (Серце каменю), James W. Ziskin (Джеймс В. Зюскін)
- 2018 рік — In Farleigh Field (У Фарлі Філд), Ріс Бовен (Rhys Bowen)
- 2019 рік — The Widows of Malabar Hill (Вдови з Малабарського пагорба), Суджата Массі (Sujata Massey)

2020-і роки
- 2020 рік — The Secrets We Kept (Секрети, які ми зберігаємо), Lara Prescott[en] (Лара Прескотт)
- 2021 рік — Turn to Stone (Зверніться до каменю), James Ziskin (Джеймс Зіскін)
- 2022 рік — Clark and Division (Кларк і дивізія), Naomi Hirahara[en] (Наомі Гірагара)
- 2023 рік — Lavender House (Лавандовий будинок), Lev A.C. Rosen (Лев А. С. Розен)

### Премія за найкращий нехудожній / критичний твір
1980-і роки
- 1987 рік — 1001 Midnights (1001 опівніч), Марсія Мюллер (Marcia Muller) і Білл Пронзіні (Bill Pronzini)
- 1988 рік — Son of Gun in Cheek (Син пістолета в щоці), Білл Пронзіні (Bill Pronzini)
- 1989 рік — Silk Stalkings (Шовкові переслідування), Victoria Nichols and Susan Thompson (Вікторія Ніколс і Сюзан Томпсон)

1990-і роки
- 1990 рік — The Bedside Companion to Crime (Ліжкова супутниця злочину), Генрі Кітінг (H. R. F. Keating)
- 1991 рік — Agatha Christie: The Woman and Her Mysteries (Агата Крісті: жінка і її детективи), Gillian Gill[en] (Гілліан Гілл)
- 1992 рік — Talking Mysteries: A Conversation with Tony Hillerman (Говорячи про таємниці: Розмова з Тоні Гіллерманом), Tony Hillerman and Ernie Bulow (Тоні Гіллерман і Ерні Бюлов)
- 1993 рік — Doubleday Crime Club Compendium (Компендіум кримінального клуб Даблдей), Ellen Nehr (Еллен Нер)
- 1994 рік — The Fine Art of Murder (Витончене мистецтво вбивства), Ed Gorman[en] (Ед Горман)
- 1995 рік — By a Woman's Hand (Жіночою рукою), L. Dean James[en] і Jean Swanson[en] (Л. Дін Джеймс і Джин Свонсон)
- 1996 рік — Detecting Women (Виявлення жінок), Willetta L. Heising (Вілетта Л. Гейсінг)
- 1997 рік — Detecting Women 2 (Виявлення жінок 2), Willetta L. Heising (Вілетта Л. Гейсінг)
- 1998 рік — Deadly Women (Мертві жінки), Jan Grape, L. Dean James[en], Ellen Nehr (Ян Грейп, Л. Дін Джеймс, Еллен Нер)
- 1999 рік — Killer Books (Книги-вбивці), Jean Swanson[en] і L. Dean James[en]

 2000-і роки
- 2000 рік — Ross Macdonald (Росс Макдональд), Tom Nolan (Том Нолан)
- 2001 рік —  The American Regional Mystery (Регіональна американська таємниця), Marvin Lachman (Марвін Лечман)
- 2002 рік — Writing the Mystery: A Start to Finish Guide for Both Novice and Professional (Написання таємниці: Посібник від початку до кінця для новачків і професіоналів), G. Miki Hayden (Д. Мікі Гайден)
- 2003 рік — They Died in Vain[en]: Overlooked, Underappreciated and Forgotten Mystery Novels (Вони померли марно: пропущені, недооцінені та забуті романи загадок), Jim Huang[en] (Джим Хуанг)
- 2004 рік — Make Mine a Mystery[en]: A Reader's Guide to Mystery and Detective Fiction (Зробити моєю таємницю: Посібник для читача таємниць і детективів), Gary Warren Niebuhr (Гері Воррен Нібур)
- 2005 рік — Forensics for Dummies (Криміналістика для чайників), D. P. Lyle (Д. П. Лайл)
- 2006 рік — Girl Sleuth: Nancy Drew and the Women Who Created Her (Дівчина-розшук: Ненсі Дрю та жінки, які її створили), Melanie Rehak (Мелані Регак)
- 2007 рік — Mystery Muses: 100 Classics That Inspire Today’s Mystery Writers (Таємничі музи: 100 класичних творів, які надихають сучасних авторів містики), Jim Huang and Austin Lugar (Джим Хуанг і Остін Лугар)
- 2008 рік — The Essential Mystery Lists: For Readers, Collectors, and Librarians (Основні списки таємниць: для читачів, колекціонерів і бібліотекарів), Roger Sobin, ed. (Роджер Собін, редактор)
- 2009 рік — African American Mystery Writers: A Historical & Thematic Study (Афро-американські детективні письменники: історичне і тематичне дослідження), Frankie Y. Bailey (Френкі Я. Бейлі)

2010
- 2010 рік — Talking About Detective Fiction[en] (Розмова про детектив) Філліс Дороті Джеймс (P. D. James)
- 2011 рік — Agatha Christie’s Secret Notebooks: Fifty Years of Mysteries in the Making (Секретні зошити Агати Крісті: П’ятдесят років створення таємниць), John Curran (Джон Курран)
- 2012 рік — The Sookie Stackhouse Companion (Компаньйон Сукі Стекхаус),  Charlaine Harris[en] (Шарлейн Гарріс)
- 2013 рік — Books to Die For: The World’s Greatest Mystery Writers on the World’s Greatest Mystery Novels (Книги, за які варто померти: найбільші світові автори детективів про найбільші світові детективні романи), Джон Конноллі та Деклан Бурк (John Connolly and Declan Burke)
- 2014 рік — The Hour of Peril: The Secret Plot to Murder Lincoln Before the Civil War (Година небезпеки: таємна змова щодо вбивства Лінкольна перед громадянською війною), Daniel Stashower[en] (Даніел Стешовер)
- 2015 рік — Writes of Passage: Adventures on the Writer’s Journey (Записи про проходження: пригоди журнала письменника), Генк Філіппі Райан (редактор) (Hank Phillippi Ryan (ed.)
- 2016 рік — The Golden Age of Murder: The Mystery of the Writers Who Invented the Modern Detective Story (Золота ера вбивства: письменники, які винайшли сучасний детектив), Martin Edwards[en] (Мартін Едвардс)
- 2017 рік — Sara Paretsky: A Companion to the Mystery Fiction (Сара Парецкі: Супутник загадкової фантастики), Margaret Kinsman (Маргарет Кінсмен)
- 2018 рік — The Story of Classic Crime in 100 Books (Історія класичного злочину в 100 книгах), Martin Edwards[en] (Мартін Едвардс)
- 2019 рік —  The Real Lolita: The Kidnapping of Sally Horner and the Novel That Scandalized the World (Справжня Лоліта: викрадення Саллі Горнер і роман, який скандалізував світ), Sarah Weinman[en] (Сара Вейнман)

2020-і роки
- 2020 рік —  Hitchcock and the Censors (Гічкок і цензори), John Billheimer (Джон Біллгаймер)
- 2021 рік — H.R.F. Keating: A Life of Crime (Генрі Кітінг: життя у криміналі), Sheila Mitchell (Шейла Мітчелл)
- 2022 рік — How to Write a Mystery: A Handbook from Mystery Writers of America (Як писати про загадку: Посібник Товариства письменників детективного жанру Америки), Лі Чайлд (Lee Child) з Laurie R. King[en] (Лорі Кінг)
- 2023 рік — The Life of Crime: Detecting the History of Mysteries and Their Creators (Злочинне життя: розкриваючи історію таємниць та їхніх творців), Martin Edwards (Мартін Едвардс)